# Carlton Chambers
	Carlton Chambers (Toronto, 27 juni 1975) is een Canadees atleet.

## Biografie
Chambers liep tijdens de Olympische Zomerspelen 1996 de series en halve finale van de 4 x 100 meter estafette. Door een blessure kon Chambers de finale lopen en werd vervangen door Robert Esmie, zijn ploeggenoten liepen naar de winst in de finale.
Een jaar later liep Chambers de series van de 4 x 100 meter estafette tijdens de Wereldkampioenschappen, zijn ploeggenoten behaalden de wereldtitel.
4 x 100 meter estafette

## Titels
- Olympisch kampioen 4 x 100 m - 1996
- Wereldkampioen -  1997

## Persoonlijke records
| Onderdeel | Prestatie | Plaats  | Datum            |
| --------- | --------- | ------- | ---------------- |
| 100 m     | 10,19 s   | Eugene  | 01 juli 1996     |
| 200 m     | 20,66 s   | Eugene  | 01 juli 1996     |
| 4x100m    | 38,36 s   | Atlanta | 02 augustus 1996 |

## Palmares

### 100 m
- 1997: 4e serie 1 WK - 10,49 s

### 200 m
- 1996: 6e Serie 10 OS - 21,32 s

### 4 x 100 m
- 1996:  OS - 37,69 s (halve finale)
- 1997:  WK - 37,86 s (series)

- World Athletics: 14174478